# Agatha All Along
Agatha All Along (titulada Agatha ¿Quién si no? en España y Agatha en todas partes en Hispanoamérica) es una miniserie de televisión estadounidense de 2024, creada por Jac Schaeffer para el servicio de streaming Disney+, basada en el personaje de Marvel Comics, Agatha Harkness. Es un spin-off de la miniserie WandaVision (2021) y la undécima serie de televisión en el Universo cinematográfico de Marvel (MCU) producida por Marvel Studios, y la primera en ser estrenada bajo el sello «Marvel Television». La serie comparte continuidad con las películas del UCM. Schaeffer se desempeñó como showrunner y directora principal.
Kathryn Hahn retoma su papel de Agatha Harkness de WandaVision, con Joe Locke, Debra Jo Rupp, Aubrey Plaza, Sasheer Zamata, Ali Ahn, Okwui Okpokwasili, Patti LuPone, Evan Peters, Maria Dizzia, Paul Adelstein, y Miles Gutierrez-Riley también protagonizando. El desarrollo comenzó en octubre de 2021, con Schaeffer y Hahn adjuntos, y la serie se anunció formalmente el mes siguiente. Schaeffer, Rachel Goldberg, y Gandja Monteiro fueron designados directores a principios de 2023 antes del rodaje, que tuvo lugar de enero a mayo de 2023 en Trilith Studios en Atlanta, Georgia y en Los Ángeles. Elenco y miembros del equipo regresaron de WandaVision, incluido el equipo musical de la serie. Se anunciaron varios títulos diferentes para la serie como parte de una campaña de marketing antes del título oficial de Agatha All Along—que hace referencia a la canción del mismo nombre de WandaVision—que se anunció en mayo de 2024.
Agatha All Along se estrenó en Disney+ el 18 de septiembre de 2024, emitiendo 9 episodios hasta el 30 de octubre, como parte de la Fase Cinco del UCM. Recibió críticas positivas de los críticos, particularmente por la actuación de Hahn, por la que recibió una nominación al Premio Globo de Oro.

## Premisa
Tres años después de quedar atrapada en el pueblo de Westview, Nueva Jersey, al final de la miniserie WandaVision (2021) y dos años después de que Wanda Maximoff muere destruyendo el Darkhold, la bruja Agatha Harkness escapa con la ayuda de un misterioso adolescente que desea enfrentarse a las pruebas del legendario Sendero de las Brujas. Sin sus poderes mágicos, Agatha y el adolescente forman un nuevo aquelarre de brujas para enfrentarse a las pruebas, mientras luchan con algunos de los viejos enemigos de Agatha.

## Reparto y personajes
- Kathryn Hahn como Agatha Harkness:
Una bruja que quedó atrapada bajo el hechizo de Wanda Maximoff, como "Agnes O'Connor" en el final de la serie de WandaVision (2021).[4][5] Agatha forma un nuevo aquelarre de brujas después de escapar de ese hechizo y encontrarse sin poderes.[3] La productora ejecutiva, Mary Livanos describió a Agatha como una persona sincera y peligrosa,[6] y una superviviente que necesita aprender a trabajar dentro de un aquelarre para recuperar su poder.[7] Hahn disfrutó llegar a la raíz de lo que está roto en Agatha debajo de su descaro y sarcasmo.[8]
- Joe Locke como William Kaplan y Billy Maximoff:
Un "familiar" con un oscuro sentido del humor que actúa como asistente del aquelarre de Agatha.[8][9] Los demás personajes se refieren a él como «Teen»[nota 2],[8][10][11] quienes no pueden percibir su nombre ni ninguna información que lo identifique debido a un "Glamour" (un hechizo de sigilo) colocado sobre él.[12][11] Locke describió inicialmente al personaje como "muy considerado y amable", así como impulsivo,[10] con sentimientos de "fanático" sobre la brujería y el sueño de unirse al aquelarre de Agatha y viajar por el Sendero de las Brujas.[8] Más tarde se revela que el personaje es William Kaplan, un adolescente judío que muere durante un accidente automovilístico y cuyo cuerpo está habitado por el alma del hijo de Wanda y Vision, Billy Maximoff, después de su "muerte" al final de WandaVision.[13][14] Para retratar la magia de Billy, Locke trabajó con el mismo entrenador de movimiento con el que Elizabeth Olsen se entrenó para sus apariciones anteriores en el UCM como Wanda.[15]
- Debra Jo Rupp como Sharon Davis:
Una residente de Westview, Nueva Jersey a quien Agatha recluta para su aquelarre, en representación de una requerida "bruja verde". Para su frustración, siguen refiriéndose a ella como la "Sra. Hart", el personaje que la obligaron a interpretar en la comedia ficticia WandaVision.[16][17][18]
- Aubrey Plaza como Muerte / Rio Vidal: La Bruja Verde original y expareja de Agatha, más tarde revelada como la encarnación de la muerte.[19][20]
- Sasheer Zamata como Jennifer "Jen" Kale:
Una hechicera de vínculo, gurú de belleza y miembro del aquelarre de Agatha que es experta en pociones.[21][19]
- Ali Ahn como Alice Wu-Gulliver:
Una miembro del aquelarre de Agatha y ex oficial de policía que es una bruja protectora.[19]La familia de Alice ha sido afectada por una maldición generacional que hace que sean perseguidos por un demonio.[22]
- Okwui Okpokwasili como Vértigo:
Una miembro de las Siete de Salem.[23]
- Patti LuPone como Lilia Calderu:
Una bruja siciliana de 450 años y miembro del aquelarre de Agatha, que experimenta el tiempo de forma no lineal, y cuya habilidad es la adivinación[24] Chloe Camp interpreta a una joven Lilia.[25]
- Evan Peters como Ralph Bohner:
Un ex residente de Westview, que anteriormente estuvo atrapado dentro de la comedia ficticia WandaVision y fue controlado por Agatha para hacerse pasar por el hermano gemelo de Wanda, Pietro Maximoff.[26]
- Maria Dizzia como Rebecca Kaplan: la madre de William.[27]
- Paul Adelstein como Jeff Kaplan: el padre de William.[27]
- Miles Gutierrez-Riley como Eddie: el novio comprensivo de William / Billy.[21][27][28]

Repitiendo sus papeles de WandaVision como residentes de Westview que interpretan personajes dentro de la realidad de Agnes of Westview de Agatha están Emma Caulfield como Sarah Proctor / "Dottie Jones", David Payton como John Collins / "Herb Feltman", David Lengel como el esposo de Sarah, Harold Proctor / "Phil Jones", Asif Ali como Abilash Tandon / "Norm Gentilucci", y Amos Glick como un repartidor de pizzas / "Dennis Webber", con Kate Forbes que repite su papel de WandaVision como la madre de Agatha, Evanora Harkness.
Los seis miembros restantes de los Siete de Salem son Marina Mazepa como "Serpiente", Bethany Curry como "Cuervo", Athena Perample como "Zorro", Britta Grant como "Rata", Alicia Vela-Bailey como "Búho" y Chau Naumova como "Coyote". Otras estrellas invitadas incluyen a Elizabeth Anweis como la madre de Alice, Lorna Wu; Laura Boccaletti como la Maestra de la joven Lilia; Scott Butler como un doctor vinculado al pasado de Jennifer; y Jade Quon como El Demonio de la maldición de Wu; y Abel Lysenko como Nicholas Scratch, el hijo de Agatha. Hannah Lowther, Tetra Lloyd White, Henriette Zoutomou, Holly Bonney y Kim Bass aparecen como brujas atrapadas por Agatha y Nicholas durante la década de 1750.

## Episodios
| N.º | Título | Dirigido por    | Escrito por                  | Fecha de lanzamiento original |
| --- | --- | --------------- | ---------------------------- | ----------------------------- |
| 1 | «Seekest Thou The Road» «Buscas el sendero / Encontrad la Senda»                                                                     | Jac Schaeffer   | Jac Schaeffer                | 18 de septiembre de 2024      |
| Tres años después de su derrota por Wanda Maximoff en Westview, Nueva Jersey, la bruja Agatha Harkness queda atrapada bajo el hechizo de Wanda, creyéndose la detective de policía Agnes O'Connor en una serie de televisión de criminal titulada Agnes of Westview, donde está obsesionada con un caso de asesinato de una «Jane Doe». Una noche, un adolescente irrumpe en la casa de Agnes, buscando a "El Sendero". Agnes cree que está vinculado al caso de asesinato y lo arresta. Rio Vidal, una agente del FBI, llega a Agnes y la ayuda a recordar su verdadera identidad y darse cuenta de que la «Jane Doe» que está viendo es en realidad el cuerpo de Wanda. Al despertar del hechizo, Agatha se da cuenta de que sus poderes se han ido y que Rio, una bruja compañera con la que Agatha tiene una historia, está allí para matarla. Agatha convence a Rio de que la perdone hasta que recupere sus poderes, pero Rio le advierte a Agatha que las Siete de Salem pronto irán tras ella. Después de que Río se va, Agatha no está segura de qué hacer con el "Adolescente", a quien en realidad secuestró bajo la influencia del hechizo de Wanda. | |                 |                              |                               |
| 2 | «Circle Sewn with Fate / Unlock Thy Hidden Gate» «Círculo de fe / La puerta quiero ver / El círculo abrirá la puerta al más allá»    | Jac Schaeffer   | Laura Donney                 | 18 de septiembre de 2024      |
| El adolescente revela que liberó a Agatha del hechizo y desea viajar por el Sendero de las Brujas, lo que le da a la bruja que sobrevive a sus pruebas lo que más desea: en el caso de Agatha, restaurar sus poderes. Agatha también se da cuenta de que la magia le impide obtener información personal sobre el Adolescente, incluido su nombre. Al necesitar un aquelarre para abrir un portal al Sendero, la pareja recluta a las brujas Lilia Calderu, Jennifer "Jen" Kale y Alice Wu-Gulliver, quienes también tienen razones para caminar por el Sendero. Necesitando una "bruja verde" pero sin querer reclutar a Vidal, Agatha recurre a Sharon Davis, una talentosa jardinera pero no mágica, residente de Westview. Las cuatro brujas y Sharon realizan el ritual para abrir la puerta del Sendero, y ellas y Teen viajan a través de él, escapando por poco de los Siete de Salem. Luego, el grupo se quita los zapatos y se dirige al Sendero de las Brujas. | |                 |                              |                               |
| 3 | «Through Many Miles / Of Tricks and Trials» «Tras mucho andar / Y tropezar / Innumerables pruebas hay»                               | Rachel Goldberg | Cameron Squires              | 25 de septiembre de 2024      |
| Agatha explica que para llegar al final del Sendero, el aquelarre se enfrentará a pruebas que se centran en diferentes ramas de la brujería. Ellas también se dan cuenta de que el sigilo del Adolescente que impide que cualquier bruja conozca su identidad. En la primera prueba, el aquelarre encuentra una casa costera con una botella de vino. Todas beben el vino excepto el Adolescente. Jen advierte en privado al Adolescente que no confíe en Agatha, quien se dice que cambió a su hijo por el Darkhold. Un cronómetro comienza la cuenta regresiva y Jen se da cuenta de que el vino fue envenenado, mientras Sharon se desmaya. Mientras reúnen los ingredientes para crear un antídoto, las brujas alucinan: Lilia se ve a sí misma más joven y a su maestra en la época del Renacimiento, Jen alucina con un médico que la obliga a sumergirse bajo el agua, Alice ve a su madre, Lorna Wu a punto de suicidarse y Agatha ve una cuna que contiene el Darkhold. Mientras preparan el antídoto, la casa queda sumergida bajo el agua, amenazando con ahogar al aquelarre. Con unos segundos aún en el cronómetro, ellas terminan el antídoto, lo beben y le dan a Sharon. El agua comienza a entrar, pero aparece un túnel y el aquelarre escapa por él de regreso al Sendero. Mientras se recuperan, el Adolescente descubre que Sharon está muerta.                         | |                 |                              |                               |
| 4 | «If I Can't Reach You / Let My Song Teach You» «Si no estoy aquí / Mi canto guíe en ti / Tú, mientras tanto, escucha el canto»       | Rachel Goldberg | Giovanna Sarquis             | 2 de octubre de 2024          |
| Después de enterrar a Sharon, el aquelarre se ve obligado a convocar a una bruja verde de reemplazo, que resulta ser Rio, para gran disgusto de Agatha. El aquelarre se encuentra con una casa con una estética de los años 70 que le da pena a Alice. Al entrar, ellas descubren que es un estudio de grabación vinculado a la madre de Alice, Lorna Wu. Justo cuando Rio le sugiere juguetonamente a Agatha que ellas traicionen a los demás, lo que todos escuchan, el Adolescente reproduce accidentalmente un disco al revés, que invoca a un demonio que es parte de una maldición en la familia de Alice. Para contraatacar, el grupo reproduce la versión de Lorna de la balada y Alice puede matar con éxito al demonio. El Adolescente se revela que está gravemente herido, y el aquelarre escapa de la casa y lo atiende, salvándole la vida. Lilia, Alice y Jen se unen entre sí mientras Rio insinúa la historia entre ella y Agatha. El adolescente le pregunta a Agatha sobre qué le pasó a su hijo, pero ella ignora la pregunta. Más tarde, antes de que Agatha bese a Rio, ella le dice a Agatha que el adolescente no es su hijo. | |                 |                              |                               |
| 5 | «Darkest Hour / Wake Thy Power» «Que despierte / Tu poder / Las tinieblas hoy despiertan»                                            | Rachel Goldberg | Laura Monti                  | 9 de octubre de 2024          |
| Las Siete de Salem llegan al Sendero y persiguen al aquelarre, que los evade usando escobas voladoras improvisadas. Después de ser derribados por el Sendero, ingresan a la siguiente prueba que toma la forma de una cabaña con una estética de los años 80. El grupo usa una tabla de Ouija y se pone en contacto con la madre de Agatha, Evanora, quien fue asesinada por su hija en 1693 junto con su aquelarre anterior, que se reveló que eran las madres de las Siete. Advirtiendo al aquelarre que dejen atrás a Agatha, Evanora la posee y ataca al grupo. Alice usa sus poderes para expulsar a Evanora de Agatha, quien procede a absorber su magia. El Adolescente, notando la presencia de otro espíritu, detiene a Agatha gritando su nombre: el hijo de Agatha, Nicholas Scratch, pero no antes de que Alice muera. Agatha insiste en que fue accidental, pero el Adolescente la ataca a ella, así como a Lilia y Jen, quienes afirman que sus objetivos son los mismos que los de Agatha. Esta última se burla del Adolescente al afirmar que es igual que su madre; enojado, obliga mágicamente a Lilia y Jen a arrojar a Agatha a una trampa de barro, y luego las lanza también allí. Mientras las brujas se hunden, una tiara similar al de la Bruja Escarlata aparece en la cabeza del Adolescente.                                                                      | |                 |                              |                               |
| 6 | «Familiar by Thy Side» «Con tu familiar / Un guía espiritual»                                                                        | Gandja Monteiro | Jason Rostovsky              | 16 de octubre de 2024         |
| En flashbacks, William Kaplan, un adolescente de Eastview, está celebrando su Bar Mitzvah cuando se encuentra con Lilia. Al leer en su palma algo que ella no revela, Lilia lanza el sigilo sobre William para protegerlo, olvidando instantáneamente también su identidad. La fiesta termina cuando el Hex cercano creado por Wanda comienza a colapsar. Mientras conducen por Westview, William muere en un accidente automovilístico, pero en ese momento. Al mismo tiempo, el alma de Billy Maximoff entra en el cuerpo de William, despertándolo. William tiene problemas para adaptarse después del accidente debido a su nueva capacidad para leer las mentes y su falta de memoria de su vida anterior. Tres años después, William y su novio Eddie se encuentran con Ralph Bohner, quien solía ser controlado por Agatha dentro del Hex. Él les cuenta sobre lo que sucedió allí y sobre los gemelos de Wanda y Vision, Billy y Tommy, haciendo que William se dé cuenta de que en realidad es el primero. Decidido a utilizar el Sendero de las Brujas para encontrar a Tommy, William acude a Agatha y rompe el hechizo de Wanda. En el presente, Agatha escapa del barro y se enfrenta a William. Al darse cuenta de que el sigilo ha sido destruido, deduce cuál es su objetivo y le dice que deben continuar juntos ya que William no puede controlar su poder.                 | |                 |                              |                               |
| 7 | «Death's Hand in Mine» «Con la muerte andar / La muerte me guiará»                                                                   | Jac Schaeffer   | Gia King & Cameron Squires   | 23 de octubre de 2024         |
| Agatha y Billy continúan por el Sendero antes de encontrarse con un castillo. Al entrar, están vestidos con disfraces de personajes de brujas de la cultura popular, y se les presentan cartas del tarot. Si no colocan las cartas adecuadas en la secuencia correcta, las espadas que cuelgan del techo caen. Los flashbacks de la lección de adivinación de la infancia de Lilia revelan que ha estado experimentando su vida fuera de orden, lo que explica sus lapsos de memoria y habilidades precognitivas. Después de caer a través del barro, Lilia descubre que Río es la personificación de la Muerte (algo que Agatha sabía), quien presagia que su hora está llegando. Despierta a Jen, y después de evadir a las Siete de Salem, se aventuran a través de los túneles, reuniendose con Agatha y Billy. Sabiendo que el juicio es suyo, Lilia coloca las cartas en el orden correcto y los salva a todos. Incitando a todos a huir por la salida, Lilia decide quedarse atrás mientras las Siete de Salem se acercan. Da vuelta una de las cartas, lo que hace que toda la habitación se dé vuelta y empalando a la mayoría de las Siete y, presumiblemente, a ella misma en las espadas. Tras esto, la joven Lilia asiste alegremente a su primera lección de adivinación.El episodio está narrado fuera de secuencia para retratar la percepción no lineal del tiempo de Lilia. | |                 |                              |                               |
| 8 | «Follow Me My Friend / To Glory at the End» «Sigueme y tendrás / La gloria al final / Sígueme hasta el fin. La gloria aguarda allí.» | Gandja Monteiro | Peter Cameron                | 30 de octubre de 2024         |
| Después de guiar el espíritu de Alice al más allá, Rio se encuentra con Agatha y acepta dejarla sola a cambio de Billy, quien ha alterado el equilibrio cósmico al obtener una segunda vida. Billy y Jen se reúnen con Agatha al final del Sendero, descubriendo que es un círculo. Billy se vuelve a poner los zapatos y los tres son transportados a una versión del sótano de Agatha con luces de crecimiento que se apagan lentamente. Jen se entera de que Agatha es quien ató su magia y realiza un ritual de desvinculación, recuperando sus habilidades y desapareciendo, habiendo obtenido lo que necesitaba del Sendero. Agatha ayuda a Billy a localizar el alma de Tommy, y Billy la coloca en el cuerpo de un niño que se está ahogando. Billy también desaparece, y con una semilla de su relicario, Agatha hace crecer una flor dentro de una grieta del piso, completando la prueba. Ella escapa a su patio trasero, donde Rio la ataca. Billy interviene y le da a Agatha algo de su poder, pero Rio les ordena que elijan quién va con ella. Indecisa al principio, Agatha, besa a Rio y muere, mientras Rio se va y Billy regresa a casa. Al entrar en su dormitorio, se da cuenta de que muchos de los objetos que hay en él coinciden con aspectos del Sendero y oye a Agatha riéndose detrás de él.                                                                     | |                 |                              |                               |
| 9 | «Maiden Mother Crone» «Doncella, madre, anciana / La Triple Diosa»                                                                   | Gandja Monteiro | Jac Schaeffer & Laura Donney | 30 de octubre de 2024         |
| En 1750, Agatha da a luz a Nicholas. La Muerte parece llevarse al bebé, pero ante las súplicas de Agatha, ella cede, advirtiendo que eventualmente se lo llevará. Agatha pasa los siguientes seis años criando a su hijo mientras mata brujas, a lo que Nicholas se opone. Juntos, crean una canción infantil que eventualmente se convertiría en la Balada del Sendero de las Brujas y cobraría vida propia. Finalmente, Nicholas se enferma y la Muerte se lo lleva, devastando a Agatha. Sin nada que la detenga, Agatha pasa siglos asesinando brujas y robando sus poderes engañándolas con la promesa del Sendero. En el presente, Agatha, ahora un fantasma, le dice a Billy que él hizo realidad el Sendero previamente inexistente con su magia. Billy se culpa a sí mismo por las muertes de Lilia, Alice y Sharon, Agatha le responde que ya estaba planeando matarlas y que Jen todavía está viva, por lo que le perdonó la vida. Billy regresa a Westview e intenta desterrar a Agatha, pero ella se resiste. temerosa de tener que enfrentarse a Nicholas en el más allá. Billy cede y permite que Agatha lo guíe. Después de sellar la entrada al Sendero y registrar los nombres de las caídas, Billy y Agatha se disponen a buscar a Tommy. | |                 |                              |                               |

## Producción

### Desarrollo

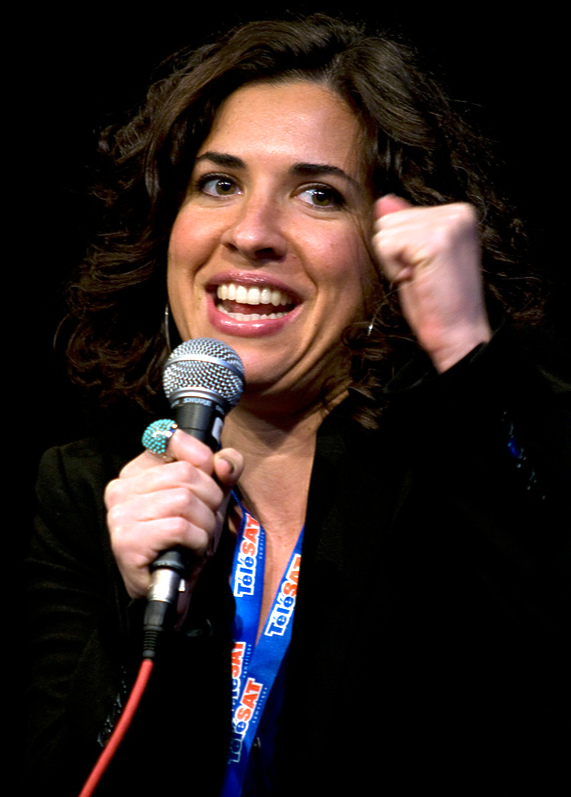
Jac Schaeffer es la showrunner y directora principal de Agatha All Along.

En la convención bienal D23 Expo de Disney en agosto de 2019, se reveló que Kathryn Hahn sería elegida para el papel de Agnes, la vecina de Wanda Maximoff y Vision en la serie de televisión de Marvel Studios para Disney+, WandaVision (2021). El séptimo episodio de esa serie revela que "Agnes" era en realidad Agatha Harkness, una bruja poderosa de Marvel Comics. En mayo de 2021, la guionista principal de WandaVision, Jac Schaeffer firmó un contrato de televisión general de tres años con Marvel Studios y 20th Television para desarrollar proyectos adicionales para el contenido de Disney+ de los estudios. En presentaciones para diferentes proyectos centrados en varios personajes, Schaeffer siguió sugiriendo que Agatha se incluyera como parte de esas series. Esto la llevó a ella y al presidente de Marvel Studios, Kevin Feige a perseguir una serie centrada en ese personaje. Para octubre de 2021, un spin-off de "comedia negra" de WandaVision centrada en Hahn como Agatha estaba en desarrollo temprano para Disney+ de Marvel Studios, con Schaeffer regresando de WandaVision como escritora y productora ejecutiva. La participación de Hahn fue parte de un acuerdo más grande que firmó con Marvel Studios para repetir su papel en series y películas adicionales.
Durante un evento del Disney+ Day en noviembre de 2021, se anunció oficialmente la serie. Se reveló que Schaeffer dirigiría episodios de la serie un año después, y Gandja Monteiro fue revelada como otra directora en diciembre de 2022, junto con Rachel Goldberg en enero de 2023. Cada una dirigió tres episodios de la serie Para octubre de 2023, Marvel Studios estaba cambiando su enfoque hacia la televisión, contratando a más showrunners tradicionales en lugar de escritores principales; Schaeffer estaba siendo acreditada como showrunner de la serie para julio de 2024. Brad Winderbaum, el jefe de streaming, televisión y animación de Marvel Studios, dijo que Agatha All Along fue la serie menos costosa del estudio, costando menos que el presupuesto de 40 millones de dólares de Echo (2024), y lo atribuyó al uso de efectos prácticos en la serie en lugar de imágenes generadas por computadora. Feige, Louis D'Esposito, Brad Winderbaum y Mary Livanos de Marvel Studios también se desempeñaron como productores ejecutivos. La serie estrenará bajo el sello «Marvel Television» de Marvel Studios. La actriz Debra Jo Rupp, que regresó de WandaVision, describió el spin-off como una segunda temporada de WandaVision en un sentido de antología, similar a las diferentes temporadas de la serie de televisión, American Horror Story (2011-presente). Agatha All Along está destinada a ser la segunda de una trilogía de series que incluye WandaVision y Vision Quest (2026).

#### Título
La serie se anunció inicialmente con el título Agatha: House of Harkness, pero pasó a llamarse Agatha: Coven of Chaos en julio de 2022. Se reveló que la serie había sido retitulada en septiembre, esta vez a Agatha: Darkhold Diaries en septiembre de 2023. La actriz de la serie Aubrey Plaza había publicado previamente una foto en mayo de 2023 durante el rodaje de una silla de director con ese título, en una fuente basada en la utilizada para la película de Disney, The Princess Diaries (2001). Adam B. Vary en Variety informó que los múltiples cambios de título no fueron causados por indecisión por parte de Marvel Studios y en cambio indicaba que el personaje principal estaba "a la altura de sus viejas artimañas", y dijo que era posible que la serie se titulara simplemente Agatha; así se denominó la serie al presentar la solicitud del primer episodio ante la Oficina del Derecho de Autor de los Estados Unidos así como en el sitio web oficial de Disney+.
En mayo de 2024, Marvel Studios lanzó un nuevo logotipo para la serie en Twitter con el título Agatha: The Lying Witch With Great Wardrobe, pero eliminó su publicación poco después. Germain Lussier de Gizmodo pensó que la publicación podría haber sido una broma o un error y notó que el título hacía referencia a la novela de C. S. Lewis, El león, la bruja y el armario (1950). Sintió que era "el peor título del grupo" a pesar de ser preciso para el personaje, y cuestionó por qué la serie había recibido tantos títulos anunciados públicamente durante el desarrollo. Sintió que la mejor opción para el título sería Agatha All Along, en referencia al tema musical del mismo nombre que usó cuando se reveló que Agatha era la verdadera villana en WandaVision. Al día siguiente, Disney anunció en una presentación inicial que el título oficial era Agatha All Along, y lanzó un video que muestra que los títulos cambiantes fueron "orquestados por [Agatha] como una forma de molestar a los fanáticos de Marvel". Schaeffer y los escritores idearon los distintos títulos. A Livanos le gustó lanzar títulos "cada vez más disparatados" durante la campaña de marketing y consideró que era apropiado para Agatha.

### Guion
Laura Donney, Cameron Squires, Giovanna Sarquis, Laura Monti, Jason Rostovsky, Gia King y Peter Cameron se desempeñaron como escritores en la serie junto a Schaeffer. Squires, Cameron, Donney, y Monti regresaron de WandaVision, junto a Megan McDonnell, quien fue productora consultora y actuó como escritora del set. Monti había trabajado como asistente de Schaeffer en WandaVision, ayudando en la creación de la aclamada frase "¿Qué es el duelo, si el amor no persevera?". King y Rostovsky contribuyeron al proceso de escritura con sus respectivos intereses en la adivinación y el horror gótico. La coproductora ejecutiva, Mary Livanos dijo que la oportunidad de continuar la historia de Agatha Harkness y conocer más al personaje fue "inmediatamente un imperativo" para los creativos. Winderbaum comparó Agatha All Along con la serie de Marvel Studios, Loki (2021-2023), porque ambas presentan antihéroes, son diferentes de otras series de los estudios y exploran profundidades emocionales similares para sus personajes principales. Winderbaum llamó a Agatha All Along un "espectáculo de Halloween" que presenta un "tipo de terror de Marvel" con riesgos mortales, sin dejar de ser divertido y dramático. Feige comparó Agatha All Along con la película The Goonies (1985). Los cómics que influyeron en la serie incluyeron Scarlet Witch vol. 2 de James Robinson que presentó la Senda de las Brujas, las primeras apariciones de Agatha Harkness en Fantastic Four y The Vision and the Scarlet Witch vol. 2.
Schaeffer dijo que Agatha All Along seguiría a Agatha mientras se le une "una mezcla dispar de brujas" que no pertenecen a ningún aquelarre, y explicó que la serie exploraría lo que sucede cuando estas brujas, que están "definidas por el engaño, la traición, la villanía y el egoísmo", se ven obligadas a trabajar juntas. También señaló que la serie juega con la tradición de las brujas y las suposiciones sobre ellas, de manera similar a cómo WandaVision jugó con el formato de comedia de situación, buscando tener "un mecanismo similar e involucrar un pastiche" como lo hizo esa serie. Schaeffer pudo definir la brujería dentro del MCU con la serie. El primer episodio ve a Agatha en un verdadero drama criminal como detective, en un homenaje a la miniserie de HBO Mare of Easttown (2021). Mientras Agatha y su aquelarre viajan por la Senda de las Brujas, cada una de sus pruebas altera la vestimenta del aquelarre para "emular un tipo particular de bruja de la cultura pop": "mujeres de la costa este con camisas de cuello, al estilo de las «WASP» [blancas protestantes anglosajonas]", que Schaeffer describió como "abuelas costeras chic" que son "traidoras y engañosas", inspiradas en Practical Magic (1998); una "banda al estilo Fleetwood Mac" inspirada en la era de la "bruja blanca" de la cantante Stevie Nicks y la película Season of the Witch (1972); y atuendos de campamento de verano de los años 80 que utilizan una tabla de ouija. La serie también se inspira en otras representaciones conocidas de brujas, como El mago de Oz (1939) y Maléfica (2014), incorporando señales visuales y elementos narrativos inspirados en estas películas. Los primeros intentos de crear las pruebas se basaron en elementos, lo que no permitió la infusión de ilusión o cultura pop o la creatividad del diseño de vestuario y producción.
Agatha All Along se desarrolla en 2026, tres años después de los eventos de WandaVision, donde Agatha quedó atrapada en su personaje de "Agnes" por Wanda Maximoff. Sin embargo, el hechizo ahora se ha distorsionado debido a la muerte de Maximoff en Doctor Strange in the Multiverse of Madness (2022) y la intervención del Adolescente. Después de la abundancia de teorías y especulaciones de los fans sobre WandaVision que en última instancia no estaban destinadas a esa serie, Schaeffer fue más cuidadosa con su lenguaje en Agatha All Along para poder proteger algunas de las sorpresas de la serie mientras esperaba que no creara expectativas en el «fandom» que no se harían realidad, descartando que Thanos aparezca debido a su historia de fondo con la Muerte en el material original, y Schaeffer tiene la intención de dejar algo de la caracterización de la Muerte para interpretación en el programa.

### Casting
Se esperaba que Hahn volviera a interpretar su papel en la serie con la revelación de su desarrollo en octubre de 2021, que se confirmó con el anuncio oficial de la serie un mes después. Emma Caulfield Ford reveló en octubre de 2022 que volvería a interpretar su papel de Sarah Proctor / "Dottie Jones" de WandaVision. En noviembre, Joe Locke, Aubrey Plaza, Ali Ahn, Maria Dizzia, y Sasheer Zamata se unieron al elenco. Locke interpreta a Adolescente, el protagonista masculino de la serie, mientras que se informó que Plaza interpreta a Rio Vidal. Ahn interpreta a la bruja Alice Wu-Gulliver, con Dizzia también interpretando a una bruja, y Zamata programada para el papel recurrente de la hechicera, Jennifer "Jen" Kale. Patti LuPone se unió al elenco en diciembre, como la bruja Lilia Calderu. Miriam Margolyes rechazó un papel en la serie después de que Marvel se ofreciera a pagarle la mitad de lo que había pedido y porque no quería filmar en Georgia.
En enero de 2023, se reveló que varios miembros del elenco repetirían sus papeles de WandaVision: Debra Jo Rupp como Sharon Davis / "Sra. Hart"; David Payton como John Collins / "Herb Feltman"; David Lengel como Harold Proctor / "Phil Jones"; Asif Ali como Abilash Tandon / "Norm"; Amos Glick como un repartidor de pizzas / "Dennis"; Brian Brightman como el sheriff de Eastview, Nueva Jersey; y Kate Forbes como la madre de Agatha, Evanora Harkness. Miles Gutierrez-Riley fue elegido como el novio de Adolescente, con Okwui Okpokwasili también uniendóse al elenco de la serie. Miles Gutierrez-Riley fue elegido como el novio de Adolescente, con Okwui Okpokwasili también uniéndose al elenco de la serie como Vértigo, miembro de las Siete de Salem. La serie revela que «Teen» es Billy Maximoff, que fue interpretado previamente por Julian Hilliard en WandaVision y la película Doctor Strange en el multiverso de la locura (2022).

### Diseño
Daniel Selon se desempeñó como diseñador de vestuario, después de trabajar como asistente de diseñador de vestuario previamente en WandaVision (2021), Doctor Strange en el multiverso de la locura, y Thor: Love and Thunder (2022). John Collins fue el diseñador de producción. Las diferentes brujas del aquelarre de Agatha tienen sus propios estilos, que fueron categorizados por Gordon Jackson de Gizmodo como la gótica, la clarividente, la hippie y la "abuela costera". Los créditos finales de la serie examinan el origen de muchos de los conceptos erróneos y estereotipos sobre las brujas.

### Rodaje
La fotografía principal comenzó el 17 de enero de 2023, en Trilith Studios en Atlanta, Georgia, con Schaeffer, Monteiro y Goldberg dirigiendo episodios de la serie. Caleb Heymann, Jon Chema, e Isiah Donté Lee actuaron como directores de fotografía. La serie fue filmada bajo el título provisional, My Pretty. El rodaje con Rupp también ocurrió en Los Ángeles en febrero de 2023, antes de mudarse a Atlanta por dos meses. No se esperaba que el comienzo de la huelga del Sindicato de Escritores de América de 2023 en mayo de 2023 afectara la producción de Agatha All Along, ya que, según los informes, Marvel Studios planeaba filmar lo que pudiera durante fotografía principal y hacer los ajustes de escritura necesarios durante las nuevas tomas de la serie ya programadas. Plaza filmó algunas de sus escenas al mismo tiempo que las dos últimas semanas de sus compromisos con la película Megalópolis (2024), también en Atlanta. El rodaje se llevó a cabo en Blondie Street en el Warner Bros. Ranch para la casa de Agatha y otros exteriores de Westview antes de que se demoliera la calle.
Hahn afirmó que el rodaje utilizó tantos elementos prácticos como fuera posible, incluida la magia práctica, en lugar de hacerlo mediante CGI. Livano dijo que esto se hizo para ser un homenaje a la época dorada de las películas de fantasía y terror, utilizando muchos efectos en la cámara, como fondos, miniaturas, efectos especiales, efectos de maquillaje y efectos de criaturas. Los creativos querían que Agatha All Along provocara sentimientos nostálgicos similares en la audiencia a los que "WandaVision" tenía con el homenaje de esa serie a las comedias de situación. El rodaje concluyó antes del 28 de mayo. Hahn dijo que en enero de 2024 quedaban algunos días para volver a grabar, que se completaron en un día a principios de febrero.

### Posproducción
Jamie Gross, Libby Cuenin, Dane R. Naimy, y David Egan son los editores de la serie. Kelly Port trabajó como supervisora de efectos visuales en Agatha All Along, después de haber trabajado previamente en algunas películas del MCU, con Digital Domain proporcionando efectos visuales.

### Música
En enero de 2023, Hahn insinuó que la serie incluiría canciones originales similares a las que aparecen en WandaVision, como «Agatha All Along». En marzo de 2023, Christophe Beck reveló que regresaría de WandaVision y otros medios del MCU para componer la banda sonora de la serie. Al mes siguiente, se reveló que Kristen Anderson-Lopez y Robert Lopez habían escrito las canciones originales de la serie, también regresando de WandaVision. Hahn es el cantante principal de algunas canciones, y los otros actores brujos, como LuPone, actúan como cantantes de fondo. Schaeffer quería trabajar con los compositores para encontrar una manera de entrelazar las canciones que se les ocurrieran con la narrativa de la serie. Una de sus canciones, «The Ballad of the Witches Road», se convirtió en una antigua melodía de la serie con la que todas las brujas están familiarizadas. En septiembre de 2024, se reveló que Michael Paraskevas había compuesto la banda sonora con Beck, después de haber trabajado juntos previamente en la serie del MCU, Hawkeye (2021).
El 19 de septiembre, Hollywood Records lanzó el álbum sencillo, Songs from Marvel Television's Agatha All Along (Episodes 1 & 2), que incluye dos versiones de «The Ballad of the Witches Road»—una es la "versión de crimen real" interpretado por Matthew Mayfield que apareció en el primer episodio, y la "versión de canto sagrado" en el segundo episodio. El tema principal de Beck y Paraskevas compuesto para la serie, titulado «Agatha's Theme» también fue lanzado el mismo día. El 3 de octubre, se lanzó Songs from Agatha All Along (Episode 4) con la versión de Lorna Wu de la canción interpretada por Seomoon Tak, así como una versión de rock de los 1970s interpretada por el reparto. Otra versión interpretada por la banda de indie pop, Japanese Breakfast, presentada en el final, fue lanzada el 17 de octubre.
La banda sonora de Beck y Paraskevas fue lanzada digitalmente por Marvel Music y Hollywood Records en dos volúmenes: la música de los primeros cinco episodios se lanzó el 11 de octubre de 2024 y la música de los últimos cuatro episodios se lanzó el 1 de noviembre de 2024. Se lanzó un álbum de banda sonora en vinilo con todas las versiones de «The Ballad of the Witches' Road», así como pistas seleccionadas de la banda sonora, el 30 de octubre de 2024.
| Agatha All Along: Vol. 1 (Episodes 1–5) [Original Soundtrack] | |          |  |
| N.º                                                           | Título | Duración |  |
| 1.                                                            | «Agatha's Theme» | 2:11     |  |
| 2.                                                            | «Jane Doe» | 2:34     |  |
| 3.                                                            | «The Ballad of the Witches' Road» (True Crime Version) (junto a Matthew Mayfield)                                                            | 1:43     |  |
| 4.                                                            | «Nicky» | 1:43     |  |
| 5.                                                            | «Let's Find Out Pt. 1» | 2:53     |  |
| 6.                                                            | «All Along» | 3:34     |  |
| 7.                                                            | «Coochie Coochie Coo» | 4:10     |  |
| 8.                                                            | «The Coven March» | 1:17     |  |
| 9.                                                            | «The Ballad of the Witches' Road» (Sacred Chant Version) (junto a Kathryn Hahn, Sasheer Zamata, Ali Ahn, Patti LuPone, y Debra Jo Rupp)      | 3:18     |  |
| 10.                                                           | «Salem's Seven» | 2:49     |  |
| 11.                                                           | «The Ballad of the Witches' Road» (Score Version)                                                                                            | 1:42     |  |
| 12.                                                           | «Wine & Die» | 0:57     |  |
| 13.                                                           | «Lucid Spellbound Divination» | 4:12     |  |
| 14.                                                           | «Sous Vide» | 3:20     |  |
| 15.                                                           | «Out of the Brew» | 4:01     |  |
| 16.                                                           | «Three of Pentacles» | 2:39     |  |
| 17.                                                           | «Old Ass Curse» | 3:45     |  |
| 18.                                                           | «Play It Rite» | 2:12     |  |
| 19.                                                           | «The Ballad of the Witches' Road» (Cover Version) (junto con Kathryn Hahn, Sasheer Zamata, Ali Ahn, Patti LuPone, Aubrey Plaza, y Joe Locke) | 4:40     |  |
| 20.                                                           | «Three of Swords» | 2:14     |  |
| 21.                                                           | «Rio» | 3:01     |  |
| 22.                                                           | «Broomhaha» | 3:30     |  |
| 23.                                                           | «Spirits Be Known» | 2:47     |  |
| 24.                                                           | «Séance in a Blood Moon» | 2:32     |  |
| 25.                                                           | «Knight of Wands» | 5:43     |  |
| 26.                                                           | «Heavy Is the Head…» | 2:23     |  |
| 27.                                                           | «The Ballad of the Witches' Road» (Lorna Wu's Version) (junto a Seomoon Tak)                                                                 | 4:41     |  |

| Agatha All Along: Vol. 2 (Episodes 6–9) [Original Soundtrack] | |          |  |
| N.º                                                           | Título | Duración |  |
| 1.                                                            | «Rite of Passage» | 1:20     |  |
| 2.                                                            | «Home Sweet Home» | 3:54     |  |
| 3.                                                            | «Billy Kaplan» | 1:38     |  |
| 4.                                                            | «Hooligan!» | 2:04     |  |
| 5.                                                            | «Let's Find Out Pt. 2» | 4:24     |  |
| 6.                                                            | «Tricks & Trials» | 3:25     |  |
| 7.                                                            | «Magic Castle» | 3:08     |  |
| 8.                                                            | «Queen of Cups» | 3:48     |  |
| 9.                                                            | «The Tower (Reversed)» | 3:36     |  |
| 10.                                                           | «Liminal Space» | 2:57     |  |
| 11.                                                           | «Do Not Pass Go» | 1:51     |  |
| 12.                                                           | «High Priestess» | 3:31     |  |
| 13.                                                           | «One More Breath» | 4:52     |  |
| 14.                                                           | «A Seed Resown» | 2:34     |  |
| 15.                                                           | «Fisticuffs» | 5:43     |  |
| 16.                                                           | «Kiss of Death» | 2:48     |  |
| 17.                                                           | «Flowers» | 2:48     |  |
| 18.                                                           | «Going Through the Motions» | 2:12     |  |
| 19.                                                           | «Maiden Mother Crone» | 3:03     |  |
| 20.                                                           | «From Birth» | 1:30     |  |
| 21.                                                           | «Salem, 1756» | 2:21     |  |
| 22.                                                           | «The Ballad of the Witches' Road» (Nicky's Version) (junto a Abel Lysenko)                                                      | 0:49     |  |
| 23.                                                           | «Down the Windy Road» | 2:58     |  |
| 24.                                                           | «Hold Your Hand in Mine» | 2:39     |  |
| 25.                                                           | «To Death» | 2:00     |  |
| 26.                                                           | «The Ballad of the Witches' Road» (Agatha Through Time Version) (junto a Kathryn Hahn, Sasheer Zamata, Ali Ahn, y Patti LuPone) | 2:36     |  |
| 27.                                                           | «One Door Opens» | 3:35     |  |
| 28.                                                           | «The Ballad of the Witches' Road» (Pop Version) (junto a Japanese Breakfast)                                                    | 4:41     |  |

#### Listas
La versión de canto sagrado, «Sacred Chant Version» de «The Ballad of the Witches' Road», interpretada por los miembros del elenco Kathryn Hahn, Sasheer Zamata, Ali Ahn, Patti LuPone, Debra Jo Rupp y el elenco de Agatha All Along, debutó en el puesto 22 en la lista de ventas de canciones digitales de Billboard para la semana del 5 de octubre de 2024.
| Lista (2024)                        | Posición máxima |
| ----------------------------------- | --------------- |
| RU (OCC)                            | 45              |
| EUA Digital Songs Sales (Billboard) | 22              |

## Marketing
Se incluyó un primer vistazo a la serie en las funciones adicionales de medios físicos de WandaVision, que se lanzó a finales de noviembre de 2023. Hahn, Locke y LuPone promocionaron la serie en la presentación inicial de Disney de mayo de 2024, donde se anunciaron la fecha de estreno y el título oficial y se mostró el primer avance. El anuncio del título estuvo acompañado por un vídeo, que se publicó en línea, que muestra la progresión de los títulos anunciados para la serie hasta llegar al título oficial, Agatha All Along. El vídeo está ambientado con la canción del mismo nombre de WandaVision.
Un «teaser trailer» fue lanzado en línea el 8 de julio de 2024. Michaela Zee en Variety notó cómo pasaba por varios géneros, el primero de los cuales presentó a Agatha como detective en "un misterio de asesinato duro". Charles Pulliam-Moore en The Verge sintió que el tráiler estaba dando un "giro de terror prometedor" e indicó que la serie era más oscura y más "orientada al terror" que otros proyectos de Marvel. Jennifer Ouellette de Ars Technica escribió que la serie parecía "mucha diversión oscura y espeluznante" y era perfecta para lanzarla en la temporada de Halloween. Escribiendo para Kotaku, Zack Zwiezen dijo que el avance "prometía un momento espeluznante, divertido y salvaje" para la serie. Tenía especial curiosidad por la conexión de Rio con Agatha y estaba entusiasmado por "un espectáculo de brujas, espeluznante y espeluznante" para la temporada de Halloween. Dos días después del lanzamiento del avance, Hahn, que había sido presentadora invitada del programa de entrevistas nocturno Jimmy Kimmel Live!, terminó su monólogo de apertura con una canción que recapitulaba el MCU.
Feige promocionó la serie en la convención D23 de Disney en agosto de 2024 con los López y miembros del elenco. Esta última interpretó la canción «The Ballad of the Witches Road» en el panel, donde también debutó el tráiler oficial de la serie. Nina Starner de /Film elogió el vestuario, el elenco y la música que aparecen en el tráiler. Nick Romano de Entertainment Weekly comparó el tono del tráiler con la película, El mago de Oz (1939), particularmente con Agatha y Lilia, que se parecían respectivamente a la Bruja malvada del oeste y a Glinda de esa película.

## Estreno
Agatha All Along se estrenó en Disney+ comenzando con sus dos primeros episodios el 18 de septiembre de 2024, y los episodios posteriores se estrenarán semanalmente, antes de concluir el 30 de octubre con los dos episodios finales. La serie constó de nueve episodios, y el estreno coincidirá con la temporada de Halloween. La serie anteriormente se esperaba que debutara a finales de 2023, pero en febrero de 2023 no se incluyó en una lista de "apuestas seguras" que se estrenarían ese año en medio de la revaluación de la producción de contenido de Disney y Marvel Studios. La serie será parte de la Fase Cinco del MCU.

## Recepción

### Audiencia
Disney informó que el primer episodio de Agatha All Along atrajo 9,3 millones de visitas a nivel mundial en sus primeros siete días de transmisión. La serie también obtuvo más de 9,8 millones de espectadores durante su semana de estreno. Se convirtió en el programa de televisión número uno en Disney+ durante ese período. La empresa de análisis de streaming, FlixPatrol, que monitorea diariamente las listas de VOD actualizadas en todo el mundo, informó que la serie se ubicó entre las 10 mejores en 56 países y territorios al 2 de octubre. Brad Winderbaum, el jefe de streaming de Marvel Studios, señaló que logró la tasa de retención de audiencia más alta de cualquier serie de Marvel hasta la fecha. La participación de los fans en las redes sociales también fue notablemente alta, con un entusiasmo comparable al de la segunda temporada de Loki de Loki.
El agregador de streaming Reelgood, que monitorea datos en tiempo real de 20 millones de usuarios en los EE. UU. para programas y películas de streaming originales y adquiridos en servicios de video a pedido por suscripción (SVOD) y video a pedido con publicidad (AVOD), anunció que Agatha All Along fue la segunda serie más transmitida en los EE. UU. durante la semana del 19 de septiembre. Nielsen Media Research, que registra la audiencia del streaming en las pantallas de televisión estadounidenses, estimó que la serie fue vista durante 426 millones de minutos entre el 16 y el 22 de septiembre. Posteriormente, acumuló 365 millones de minutos de visualización entre el 23 y el 29 de septiembre. La serie volvió a aparecer en la lista de Nielsen en la semana de su quinto episodio, con 310 millones de minutos de visualización. La semana siguiente, alcanzó los 410 millones de minutos de visualización en sus primeros seis episodios. El programa registró 744 millones de minutos de visualización en Disney+ durante la semana del 28 de octubre al 3 de noviembre, lo que marca un aumento del 75% desde su semana de estreno. Tras su conclusión, el programa mantuvo un lugar en la lista durante la semana del 4 al 10 de noviembre con 287 millones de minutos vistos. JustWatch, una guía de contenido en streaming con acceso a datos de más de 40 millones de usuarios en todo el mundo, anunció que fue la tercera serie más transmitida en los EE. UU. del 16 de septiembre al 3 de noviembre de 2024.
TVision, que utiliza su «TVision Power Score» para evaluar el desempeño de la programación de CTV teniendo en cuenta la audiencia y la participación en más de 1000 aplicaciones e incorporando cuatro métricas clave (tiempo de atención del espectador, tiempo total disponible del programa para la temporada, alcance del programa y alcance de la aplicación), calculó que la serie fue el programa más visto en streaming del 16 al 29 de septiembre. Se mantuvo entre los cinco programas más reproducidos del 30 de septiembre al 20 de octubre. Whip Media, que rastrea los datos de audiencia de más de 25 millones de usuarios en todo el mundo de su aplicación TV Time, calculó que Agatha All Along fue la segunda serie original más vista en los EE. UU. durante la semana que finalizó el 22 de septiembre de 2024 al 6 de octubre. Posteriormente ascendió al primer lugar durante las semanas que finalizaron el 13 y el 27 de octubre.
Disney+, que calcula su lista "Top 10" teniendo en cuenta las visualizaciones diarias de episodios y películas junto con la creciente popularidad de los títulos recién estrenados, anunció que Agatha All Along fue el segundo título más popular en Estados Unidos el 30 de octubre. El 25 de octubre, Disney reveló que el séptimo episodio del programa logró 4,2 millones de visitas a nivel mundial en su primer día de streaming, lo que marca un aumento del 35% en comparación con el episodio de estreno. Luminate, que mide el rendimiento del streaming en EE. UU. analizando datos de audiencia, métricas de participación de la audiencia y alcance de contenido en varias plataformas, calculó que Agatha All Along fue visto durante 2,28 mil millones de minutos en 2024.

### Respuesta crítica
La serie tiene un índice de aprobación de un 84% en el agregador de reseñas, Rotten Tomatoes, basado en 211 reseñas de críticos con una calificación promedio de 7.25/10. El consenso de los críticos del sitio web dice: "La maravillosa Kathryn Hahn está respaldada por un grupo de intérpretes memorables en este spinoff del MCU que crea de manera refrescante su propia mezcla distintiva". Metacritic, que utiliza un promedio ponderado, le dio a la serie una puntuación de 66 sobre 100, basada en 32 críticos, lo que indica críticas "generalmente favorables".
Al escribir para la revista Rolling Stone, Alan Sepinwall señaló que la serie "funciona como un programa de televisión adecuado en lugar de una película recortada", mientras que David Fear elogió la naturaleza autónoma de la narrativa, afirmando que se alinea con la producción de Disney+ mejor que varias otras propiedades de Marvel Studios. Eliana Dockterman de Time consideró que el showrunner Jac Schaeffer "parece ser uno de los pocos escritores que trabajan en el mundo de los superhéroes que entiende que las revelaciones emocionales son mucho más convincentes que la magia CGI", y escribió que "el mayor truco de Agatha All Along es que el programa utilizó su tiempo extendido en la pantalla chica para hacernos empatizar con Agatha y Billy." Lucy Mangan de The Guardian le dio al programa una calificación de 5 sobre 5 y elogió su exploración de múltiples géneros, afirmando: "Esta serie de Marvel sumamente entretenida pasa sin problemas de la comedia a la tragedia." Las actuaciones de Hahn, Locke, LuPone y Plaza fueron elogiadas por los críticos. Hahn recibió un reconocimiento particular por su interpretación de Agatha Harkness, y Fear afirmó que el papel estaba "justo en el punto dulce de la actriz [Hahn], entre un ingenio mordaz y una crisis nerviosa que se acerca rápidamente". Paul Bradshaw de NME elogió a Hahn por fundamentar el tono cambiante del programa, y calificó su actuación como "nunca más divertida, nunca mejor, en un papel que interpreta como una inyección de energía para Disney". Managan escribió de manera similar: "Kathryn Hahn es tan buena que apenas puedes quitarle los ojos de encima" y elogió el reparto secundario, concluyendo que "aunque sigue siendo indudablemente el espectáculo de Hahn [...] está rodeado de excelencia".
La serie recibió elogios por su representación de temas y personajes queer. Valerie Anne de Autostraddle señaló que "lo queer ha sido un hilo conductor de este espectáculo desde el principio, no solo por la rareza inherente de las brujas, sino por la presencia de actores queer y un subtexto queer". Escribiendo para The Evening Standard, Deeya Sonalkar consideró que Agatha All Along es "la película más queer del MCU con diferencia", lo que describió como "un cambio bienvenido". Salon critic Kelly McClure praised the series for not falling into the pattern of queerbaiting, and highlighted Hahn and Plaza's chemistry. La crítica de Variety, Alison Herman escribió de manera similar: "El tono es más referencial y cercano al campamento que el de sus pares de franquicia. En otras palabras, es más gay, un estilo que se combina rápidamente con la sustancia". La relación entre Agatha y Rio en particular ha ganado una notable atención de los fanáticos, y Schaffer confirmó que estaban "casados de alguna manera brujería". Además de sus temas queer, la serie recibió elogios de los críticos por su exploración de temas como la maternidad, la comunidad y la muerte, así como su compromiso con un protagonista villano. Joshua Yehl de IGN opinó que la serie tuvo éxito en su esfuerzo por "explorar íntimamente temas como la fragilidad de la vida y la inevitabilidad de la muerte" mientras "se sumerge sin miedo en un mar de ideas complejas y las explora con un elenco de mujeres tan complejo, defectuoso y notable". Escribiendo para Vulture, Caroline Framke elogió el final de la serie por representar a Agatha Harkness como una madre amorosa. Sin negar su maldad ni simplificar sus motivaciones. Framke escribió: "En «Maiden, Mother, Crone», vemos a Agatha en cada una de estas etapas de la vida. [...] No era una buena persona, pero es un gran personaje, y ha sido un verdadero placer ver su historia desde la mitad, hasta el final, el principio y viceversa".
En una reseña mixta, Rob Owen de The Seattle Times opinó que aunque la "química de Hahn con Locke y Plaza, especialmente, hace que Agatha sea digna de ver", el programa "no es tan creativo como WandaVision y amenaza con presentar la misma trama una y otra vez, episodio tras episodio."  Kelly Lawler de USA Today criticó el tono desigual de la serie, pero elogió las actuaciones y el humor, escribiendo: "Agatha está tratando de hacer demasiadas cosas a la vez. Enterrada en lo profundo de algún lugar hay una buena serie de terror sobre el viaje de Agatha con sustos reales y tal vez una mitología que es comprensible. Pero al más puro estilo de Marvel, cada vez se acumulan más cosas sobre la historia base. [...] Todos ellos [el elenco] parecen estar divirtiéndose, y puede ser contagioso. Aunque confuso."

### Reconocimientos
La actuación de Hahn fue una mención honorífica para «Performer of the Week» (en español: Intérprete de la semana) de TVLine para la semana que finalizó el 12 de octubre de 2024, y Rebecca Iannucci afirmó: "Kathryn Hahn tiene uno de los rangos de actuación más formidables en el negocio" y la elogió por "sus dotes de comedia [...] y su sutil habilidad dramática". El sitio web incluyó a Hahn entre sus 20 finalistas para «Performer of the Week» en diciembre de 2024, y R. I. elogió sus "momentos delicados: sus indicios de genuino anhelo por Río; los destellos de dolor por la muerte de su hijo; y su sorprendente —¡inconsiderada, incluso!— protección hacia «Teen»". Locke recibió una mención honorífica en el sitio web durante la semana que finalizó el 19 de octubre de 2024. Matt Webb Mitovich elogió su actuación llena de matices y escribió que "Joe Locke hizo todo tipo de magia con la variedad de material que le dieron". LuPone recibió una mención honorífica por la semana que finalizó el 26 de octubre. Mitovich describió su trabajo como «un tour de force» y elogió la impactante presencia de su personaje al concluir: "LuPone evocó todas las emociones"." En diciembre de 2024, Agatha All Along ocupó el puesto 15 en la lista de «Mejores programas de televisión del año» de TVLine, mientras que la revelación del episodio 5 quedó en el puesto 5 en el ranking de los "30 mejores giros de la trama" del sitio web.  Agatha Harknes y Billy Maximoff estuvieron entre los "20 mejores dúos televisivos no románticos" de la publicación de 2024, y la escena de pelea del episodio 1 de Agatha y Rio Vidal apareció como una de las "20 escenas más sexys" del año. Agatha All Along También quedó en octavo lugar en la lista de los "25 mejores programas de televisión de 2024" de Screen Rant. El episodio 7, «Death's Hand in Mine», fue incluido en la lista de los "20 mejores episodios de televisión de 2024" de Entertainment Weekly, mientras que el giro del penúltimo episodio fue nombrado el momento televisivo más impactante de 2024 según la publicación.
| Premio                                       | Fecha de ceremonia    | Categoría                                                     | Nominado(s) | Resultado | Ref.            |
| -------------------------------------------- | --------------------- | ------------------------------------------------------------- | --- | --------- | --------------- |
| Art Directors Guild Awards                   | 15 de febrero de 2025 | Excelencia en el Diseño de Producción para una Serie Limitada | John Collins | Nominado  | [ 181 ]         |
| Costume Designers Guild Awards               | 6 de febrero de 2025  | Excelencia en Televisión Contemporánea                        | Daniel Selon (por «Seekest Thou the Road») | Nominado  | [ 182 ]         |
| Costume Designers Guild Awards               | 6 de febrero de 2025  | Excelencia en Televisión de Ciencia Ficción/Fantasía          | Daniel Selon (por «If I Can't Reach You / Let My Song Teach You») | Nominado  | [ 182 ]         |
| Costume Designers Guild Awards               | 6 de febrero de 2025  | Excelencia en Ilustración de Vestuario                        | Imogene Chayes | Nominado  | [ 182 ]         |
| Critics' Choice Television Awards            | 7 de febrero de 2025  | Mejor Actriz de Reparto en una Serie de Comedia               | Patti LuPone | Nominado  | [ 183 ]         |
| GLAAD Media Awards                           | 27 de marzo de 2025   | Mejor Nueva Serie de TV                                       | Agatha All Along | Pendiente | [ 164 ]         |
| Premios Globo de Oro                         | 5 de enero de 2025    | Mejor Actriz de Serie de Televisión - Comedia – Musical       | Kathryn Hahn | Nominado  | [ 184 ]         |
| ICG Publicists Awards                        | 28 de febrero de 2025 | Maxwell Weinberg Award For Television Publicity Campaign      | Agatha All Along | Pendiente | [ 185 ]         |
| Premios Independent Spirit                   | 22 de febrero de 2025 | Mejor Interpretación de Serie Guionizada                      | Kathryn Hahn | Nominada  | [ 186 ]         |
| Premios Independent Spirit                   | 22 de febrero de 2025 | Mejor Interpretación Revelación de Serie Guionizada           | Joe Locke | Nominado  | [ 186 ]         |
| Premios Independent Spirit                   | 22 de febrero de 2025 | Mejor Interpretación de Reparto de Serie Guionizada           | Patti LuPone | Nominada  | [ 186 ]         |
| Make-Up Artists & Hair Stylists Guild Awards | 15 de febrero de 2025 | Mejor Maquillaje de Época y/o Personaje                       | Vasilios Tanis, Erin LeBre, Tana Medina, Amanda Sprunger, y Addison Foreman | Nominados | [ 187 ]         |
| Music Supervisors Guild Awards               | 23 de febrero de 2025 | Mejor Canción Escrita y/o Grabada para Televisión             | Kristen Anderson-Lopez, Robert Lopez, Ali Ahn, Kathryn Hahn, Patti LuPone, Debra Jo Rupp, Sasheer Zamata, Dave Jordan, y Justine von Winterfeldt (por «The Ballad of the Witches' Road (Sacred Chant Version)») | Pendiente | [ 188 ]         |
| Premios Saturn                               | 2 de febrero de 2025  | Mejor Serie de Televisión de Superhéroes                      | Agatha All Along | Ganadora  | [ 189 ] [ 190 ] |
| Premios Saturn                               | 2 de febrero de 2025  | Mejor Actriz en una Serie de Televisión                       | Kathryn Hahn | Nominado  | [ 189 ] [ 190 ] |
| Premios Saturn                               | 2 de febrero de 2025  | Mejor Estrella Invitada en una Serie de Televisión            | Aubrey Plaza | Nominado  | [ 189 ] [ 190 ] |
| Premios Saturn                               | 2 de febrero de 2025  | Mejor Actor Joven en una Serie de Televisión                  | Joe Locke | Nominado  | [ 189 ] [ 190 ] |

Para noviembre de 2024, Marvel Studios y Disney habían decidido presentar la serie para su consideración en categorías de series de comedia, en lugar de en categorías de series limitadas, incluidos los Globos de Oro, los Premios del Sindicato de Actores de Cine y los Premios Primetime Emmy. Clayton Davis de Variety opinó que esta decisión indicaba que se podrían hacer futuras temporadas de la serie.

## Especial documental
En febrero de 2021, se anunció la serie documental Marvel Studios: Assembled. El especial de esta serie, The Making of Agatha All Along, se estrenó en el canal de YouTube de Marvel Entertainment el 13 de noviembre de 2024.